# Статуя Єдності
Статуя Єдності — монумент, розташований на острові Садху, що на заході індійського штату Гуджарат. Пам'ятник є скульптурним зображенням борця за незалежність Індії Валлаббхаї Патела. Висота монумента — 182 м, що зробило його найвищою статуєю у світі.
Будівництво об'єкта тривало впродовж 5 років, з 2013 по 2018 роки. Автор проєкту — індійський скульптор Рам Сутар. Вартість спорудження становила понад 400 млн доларів.